# Robert Slippens
Robertus Michiel Joseph Lucas Maria Jacobus (Robert) Slippens (Opmeer, 3 mei 1975) is een voormalig Nederlands baanwielrenner.
Hij reed meestal samen met Danny Stam. Samen werden zij op het WK van 2004 derde op de koppelkoers. Tijdens datzelfde toernooi won Slippens een zilveren medaille op het onderdeel scratch. Een jaar later wonnen Slippens en Stam op de koppelkoers zilver.
Het koppel Slippens - Stam won de Zesdaagse van Gent in 2004 en de Zesdaagse van Rotterdam in 2005 en 2006. Het laatste jaar wonnen zij ook in Bremen en Berlijn.
Op 29 augustus 2006 kwam Slippens ten val tijdens een wegwedstrijd in België. Hij raakte zwaar geblesseerd en was maanden uitgeschakeld. Terwijl hij nog ernstig gewond op de intensive care in een Brasschaats ziekenhuis lag, beviel in het bed naast hem zijn vrouw van een dochter. Slippens werd daarna overgebracht naar een ziekenhuis in Hoorn.
Slippens maakte zijn rentree op 9 februari 2007 aan de zijde van Stam tijdens de Zesdaagse van Hasselt. In oktober 2008 wonnen zij samen de Zesdaagse van Amsterdam. Op 3 december 2008 beëindigde hij zijn carrière.
In 2018 trad hij toe tot het hoofdbestuur van de KNWU waar hij zich vooral met het baanwielrennen bezig houdt en aandacht heeft voor topsport, coaches en talenten.

## Overwinningen

### Zesdaagse
| Nr. | Jaar | Zesdaagse van | Samen met  |
| --- | ---- | ------------- | ---------- |
| 1   | 2003 | Amsterdam     | Danny Stam |
| 2   | 2003 | Bremen        | Danny Stam |
| 3   | 2004 | Gent          | Danny Stam |
| 4   | 2004 | Amsterdam     | Danny Stam |
| 5   | 2005 | Rotterdam     | Danny Stam |
| 6   | 2006 | Rotterdam     | Danny Stam |
| 7   | 2006 | Bremen        | Danny Stam |
| 8   | 2006 | Berlijn       | Danny Stam |
| 9   | 2006 | Kopenhagen    | Danny Stam |
| 10  | 2008 | Amsterdam     | Danny Stam |
| 11  | 2008 | Zuidlaren     | Danny Stam |

### Piste
| Jaar | NK                                             | EK                | WK                  | Overig            |
| ---- | ---------------------------------------------- | ----------------- | ------------------- | ----------------- |
| 1994 | 1KM                                            |                   |                     |                   |
| 1995 | 1KM                                            |                   |                     |                   |
| 1996 | 1KM                                            |                   |                     |                   |
| 1997 | 1KM, Puntenkoers                               |                   |                     |                   |
| 1998 | 1KM, Achtervolging, Puntenkoers                |                   |                     |                   |
| 1999 | 1KM, Achtervolging                             |                   |                     |                   |
| 2000 | 1KM, Achtervolging, Ploegkoers, Scratch, Derny |                   |                     |                   |
| 2001 | Achtervolging, Puntenkoers, 1KM                | Derny             |                     |                   |
| 2002 | Achtervolging                                  | Ploegkoers        |                     | WB Sydney Scratch |
| 2003 |                                                | Ploegkoers, Derny |                     | WB Moskou Scratch |
| 2004 | Ploegkoers, Achtervolging, Scratch             |                   | Scratch, Ploegkoers | WB Sydney Scratch |
| 2005 | Scratch                                        |                   | Ploegkoers          |                   |
| 2006 |                                                |                   |                     |                   |
| 2007 |                                                |                   |                     |                   |
| 2008 |                                                |                   |                     |                   |